# Micromidia
Micromidia is een geslacht van libellen (Odonata) uit de familie van de glanslibellen (Corduliidae).

## Soorten
Micromidia omvat 3 soorten:
- Micromidia atrifrons (McLachlan, 1883)
- Micromidia convergens Theischinger & Watson, 1978
- Micromidia rodericki Fraser, 1959